# Bob Flanagan
Pour les articles homonymes, voir Flanagan.
Bob Flanagan est un écrivain, poète, musicien, journaliste, artiste et comique américain né le 27 décembre 1952 à New York et mort le 4 janvier 1996 à Long Beach en Californie.
Il nait dans la ville de New York et grandit à Glendale en Californie. On lui diagnostique dès son jeune âge une mucoviscidose, maladie qui influencera son art et sa vie. Il étudie la littérature à l'université d'État de Californie à Long Beach et à l'université de Californie à Irvine. Il part pour Los Angeles en 1976. En 1978, il publie son premier livre, The Kid Is A Man. Il travaille également avec un groupe d'improvisation comique, The Groundlings,,,,.
Ses dernières années furent retracées dans le documentaire, Sick: The Life & Death of Bob Flanagan, Supermasochist réalisé par Kirby Dick en 1997.